# Vismodégib
Le vismodégib, inhibiteur systémique de la signalisation hedgehog, est un médicament antinéoplasique
oral utilisé en cas de carcinome basocellulaire, un cancer de la peau de pronostic favorable lorsqu'il est traité.

## Historique
Identifiée au début des années 2000 par la compagnie américaine Curis Inc., les droits exclusifs sont cédés à Genentech aux États-Unis qui revend aux laboratoires Roche une licence pour les autres marchés. Ces deux derniers laboratoires sont chargés du développement clinique et commercial, de l'agrément, de la synthèse à grande échelle et de la fourniture des clients finaux de la molécule.

## Indications
Le vismodégib est admis à l'usage par la FDA puis par l'Agence européenne des médicaments dans le cadre spécifique du traitement antinéoplasique des carcinomes basocellulaires, pour lesquels ni chirurgie ni radiothérapie ne pourraient être pratiquées. Des essais ont été effectués pour élargir éventuellement les indications aux cancers colorectaux métastasés, aux carcinomes pulmonaires à petites cellules, sans succès.

## Contre-indications
- grossesse et allaitement (les patientes ne sont pas autorisées à allaiter durant les 7 mois qui suivent la dernière dose d’Erivedge[2]) ;
- traitement chez l'enfant.

## Effets secondaires indésirables
Sont plutôt communs (survenant chez plus de 30 % des patients traités) :
- spasmes musculaires ;
- chute de cheveux ;
- déformation du goût ;
- perte de poids ;
- nausées ;
- aménorrhée secondaire (absence de règles).

Peuvent survenir (dans environ 10 à 29 % des cas) :
- diarrhée ;
- déshydratation ;
- perte d'appétit ;
- constipation ;
- douleurs articulaires ;
- vomissements ;
- perte du goût.

## Posologie
Une gélule de 150 mg par jour au cours ou à distance des repas.